# シリア海軍艦艇一覧
シリア海軍艦艇一覧は、シリア・アラブ共和国海軍が過去保有した、または現在保有する、または将来保有する予定の、未完成・計画中止を含めた歴代艦艇一覧である。
凡例

## 現有勢力（2011年現在）
- 国防予算：18億7,000万ドル（+4億1,000万ドル）
- 海軍人員：3,200名
- 艦船隻数：43隻

フリゲート×2
ミサイル艇×16
哨戒艇×14
中型揚陸艦×3
掃海艇×7
練習艦×1
- 航空機数：15機

陸上ヘリコプター×15

## 艦艇一覧（近代海軍）

### 水上戦闘艦

#### フリゲート
- 『（Petya）』級 - 2隻

### 機雷戦艦艇

#### 掃海艦艇
掃海艇
- ソ『（Sonya）』級 - 1隻
- ソ『（Yevgenya）』級 - 5隻

### 両用戦艦艇

#### 揚陸艦艇
中型揚陸艦
- ソ『（Polnocny）』級 - 3隻

### 哨戒艦艇

#### 高速戦闘艇
ミサイル艇
- ソ『オーサ-I』型 - 8隻
- ソ『オーサ-II』型 - 12隻